# Bernhard Huys
Bernhard „Benni“ Huys (ausgesprochen: Heus) (* 25. Februar 1895 in Oesede, Landkreis Osnabrück; † 4. Dezember 1973 in Worpswede) war ein deutscher Maler.

## Leben und Werk
Huys gilt als einer der letzten Maler, die noch auf freiem Feld ihre Staffelei aufbauten, um während des Arbeitsprozesses dem Objekt nahe zu bleiben. Als Mitbegründer und langjähriger Vorsitzender des Vereins der Freunde Worpswedes hat er sich für das Dorf und die Landschaft des Teufelsmoors engagiert.
1895 als Sohn des Rektors Huys in Oesede geboren machte er sein Abitur am Carolinum in Osnabrück. Von 1913 bis zum Kriegsausbruch studierte er ein Semester Zahnmedizin in Münster. Er war Soldat im Ersten Weltkrieg. Unfähig, nach den Erlebnissen an der Westfront sich auf einen bürgerlichen Beruf vorzubereiten, zog er als fahrender Scholar mit seiner Gitarre durch die Lande, verdiente sich Geld als Kellner, Gelegenheitsarbeiter in einem Torfwerk und in einem Kalischacht. Alljährlich besuchte er Worpswede, das er seit 1917 kannte, und gewann hier Freunde. Höhepunkt war für ihn ein Sommeraufenthalt mit Martha Vogeler, die hier eine Boutique und ein Café eröffnet hatte. Benni Huys war mit seiner Gitarre eine große Attraktion. 1929 wurde er in Worpswede sesshaft, heiratete 1931 Maria Gründel, mit der er 2 Kinder hatte. Und fand hier auch einen Beruf, der ihn und seine Familie ernährte. Nach einjähriger Lehrzeit bei einem Tischler in Hoya begann er, Bilderrahmen zu fertigen, die durch seine eigene Technik – Blattgold mit dünndeckender Farbe – bald Bekanntheit erlangten.
Nebenher zeichnete er viel, was er schon in den letzten Schuljahren getan hatte und begann zu malen. Otto Modersohn und Fritz Mackensen nahmen sich seiner beratend an. Den Umgang mit der Radiernadel erlernte er von Martin Paul Müller. In der Worpsweder Kunstschau war er ständig mit Bildern vertreten. Während des Zweiten Weltkriegs 1943 übernahm er die Vaterschaft von Michael Ahrens, dem unhehelichen Sohn aus einer verbotenen Beziehung der Worspweder Malerin Hanna Ahrens und einem französischen Kriegsgefangenen. Im Dezember 1943 wurde er zu einer Zuchthausstrafe verurteilt. Er rettete sich dadurch, dass er in der Krankenabteilung des Zuchthauses Hameln Dienst tat. So kam er 1945, körperlich zwar durch ein Leiden gezeichnet, aber innerlich gefestigt, wieder heraus. 
Nun begannen seine eigentlichen fruchtbaren Schaffensjahre, in denen seine besten Bilder entstanden. Landschaften im Nebel oder im Schnee, aus wenig sanften Farbwerten entwickelt. Mit ihnen hat er auf gelassene Weise einen eigenen Beitrag zur künstlerischen Übersetzung der Worpsweder Landschaft geleistet.
Im Alter von 71 Jahren erhielt er den Niedersächsischen Verdienstorden erster Klasse aufgrund seines Engagements bei den „Freunden Worpswedes“. Ihm zu Ehren gibt es in Worpswede den „Bernhard-Huys-Ring“. 
Bernhard Huys starb am 4. Dezember 1973 im Alter von 78 Jahren in Worpswede. Beerdigt ist er auf dem dortigen Friedhof bei der Zionskirche.